# W86
A W86 foi uma ogiva termonuclear com características de penetração na terra ( uma bunker buster) intentada para uso no MGM-31 Pershing, míssil IRBM.
O desenho da W86 foi cancelado em setembro de 1980 quando o Pershing II míssil passou de objetivo, de destruir alvos endurecidos no sub-solo a alvos fáceis na superfície porém a grandes distâncias. A W85, que foi desenvolvida em paralelo com a W86 foi utilizada em todas os mísseis Pershing II produzidos em seu lugar.

Detalhes do desenho da W86 são vagos; começou com uma publicação  que dizia que a W86 e W85 eram derivados da B61, e portanto eram parte da família B61 ( junto com a W80, W81 e W84). Todas as armas tem um diâmetro máximo de cerca de 13 cm. A posterior bomba B61-11 é outra bomba do tipo de penetração na terra.

## ver também
- Lista de armas nucleares
- B61
- MGM-31 Pershing